# Edmond Magnier
Pour les articles homonymes, voir Magnier.
Pierre Joseph Edmond Magnier, né le 20 avril 1841 à Boulogne-sur-Mer et mort le 30 mars 1906 à Paris, est un journaliste français.

## Biographie
En 1860, il obtient pour son livre Dante et le Moyen Âge le prix d’histoire de la Société académique de l'arrondissement de Boulogne-sur-Mer et il est aussi lauréat de l'Académie d'Arras.
En 1869, il fonde à Boulogne-sur-Mer le journal La France du Nord puis l’Union indépendante à Calais.
En 1870, il rejoint Le Figaro et en dirige la rédaction en l’absence de Villemmesant. Il rédige un article par lequel il apporte un soutien total à la proposition de paix du nouveau gouvernement provisoire pour mettre fin à la guerre. 
Chassé du Figaro, car il avait rejoint la République en 1870, il dirige à Amiens le journal La Somme.
Il fut attaché au cabinet de Gambetta et collabora avec Jules Barni au Bulletin d'instruction républicaine.
Avec Auguste Dumont, il fonde L’Évènement en avril 1872. Magnier, d'abord proche de Thiers, réunit une équipe de qualité. Il glisse ensuite vers le radicalisme et l’anticléricalisme. En 1880, la diffusion s'élevait à 15 000 exemplaires. 
Il fut candidat malheureux à la députation à Nice en octobre 1877 et en août 1881 à Draguignan.
En 1879, il achète le château de San Salvadour à Hyères. 
En 1886, Edmond Magnier se bat en duel à l'épée avec le comte Albert de Dion durant lequel son comportement est raillé,, puis contre Georges Legrand et M. Thomeguex. Il se bat l'année suivante avec Joseph Reinach à la suite des polémiques Boulanger-Ferry. 
En 1886, il fait la connaissance de Jean Lorrain qui quitte le Courrier français pour l’Évènement.
Il est conseiller général de Saint-Tropez en 1880, élu maire d’Hyères en 1887 sur un programme touristique comprenant notamment la construction d’un vrai casino. Il préside le conseil général du Var de 1890 à 1892.
En 1889, il se présente sans succès contre Gustave Paul Cluseret aux élections législatives du Var.
Pendant l’affaire Dreyfus, il souligne la nécessité de ne pas condamner sans preuve.

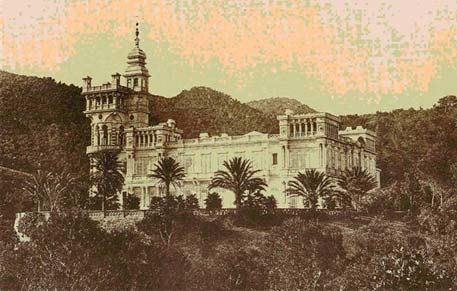
Le château d'Edmond Magnier à Hyères.

Le 4 janvier 1891, il est élu sénateur du Var. Il est déchu le 10 décembre 1895 en raison d’une condamnation à un an de prison par la cour d'assises pour corruption : il avait en effet détourné à son profit les subventions de l’État pour renflouer les caisses des Chemins de fer du Sud. Il prit alors la fuite avant de se constituer prisonnier. L'année suivante, ses propriétés dans le Var, dont son château, sont mises en ventes. En raison d'irrégularités commises durant son procès, le procureur de la République est remplacé.
Il meurt quelques années plus tard dans un hospice dépendant des frères Saint-Jean-de-Dieu.

## Œuvres
- Lignes politiques de M. Edmond Magnier, Imprimerie de Gimbert fils, Giraud et Cie, 1877.
- Dante et le Moyen Âge, Paris, Garnier, 1860.
- Chemin de fer de Boulogne à Calais. Section de Marquise, Boulogne, C. Le Roy, 1864, 8 p.
- Protestation de M. Edmond Magnier directeur-propriétaire de l'Évènement, candidat des comités républicains contre l'élection de M. Roissard de Bellet candidat officiel, Paris, Dubouisson, 1877, 60 p.  Note(s) : Avant le titre : "Élections du 14 octobre 1877 Deuxième circonscription de Nice"
- M. Edmond Magnier contre le plébiscite : campagne dans la presse et les réunions publiques en avril et mai 1870, Paris, Dubuisson et Cie, 1877, 47 p.
- Histoire d'une commune de France (Boulogne-sur-Mer) au XVIIIe siècle, 1875.
- L'Exposition Internationale de pêche de Boulogne-sur-mer, Guillaumin & Cie, 1866.

## Sources
- « Edmond Magnier », dans le Dictionnaire des parlementaires français (1889-1940), sous la direction de Jean Jolly, PUF, 1960 [détail de l’édition]